# Night in Paradise (film, 1946)
Pour les articles homonymes, voir Night in Paradise.
Pour plus de détails, voir Fiche technique et Distribution.
Night in Paradise est un film américain réalisé par Arthur Lubin, sorti en 1946.

## Fiche technique
- Titre : Night in Paradise
- Réalisation : Arthur Lubin
- Scénario : Ernest Pascal (en) et Emmet Lavery d'après Peacock's Feather de George S. Hellman (en)
- Direction artistique : Alexander Golitzen et John B. Goodman
- Décors : Russell A. Gausman et Edward Ray Robinson (en)
- Costumes : Travis Banton et Vera West
- Photographie : W. Howard Greene et Hal Mohr
- Montage : Milton Carruth
- Musique : Frank Skinner
- Pays de production : États-Unis
- Format : 1,37:1
- Genre : comédie dramatique
- Durée : 84 minutes
- Date de sortie : 1946

## Distribution
- Merle Oberon : Delarai
- Turhan Bey : Aesop
- Thomas Gomez : King Croesus
- Gale Sondergaard : Attosa
- Ray Collins : Leonides
- Ernest Truex : Scribe
- George Dolenz : Ambassadeur
- John Litel : Archon
- Jerome Cowan : Scribe
- Douglass Dumbrille : Grand prêtre
- Paul Cavanagh : Cleomenes
- Marvin Miller (en) : Scribe
- Moroni Olsen : Grand prêtre
- Richard Bailey : Lieutenant
- William "Wee Willie" Davis (en) : Salabaar